# Racopilum squarrifolium
Racopilum squarrifolium är en bladmossart som beskrevs av T. Koponen och J.C. Norris 1985. Racopilum squarrifolium ingår i släktet Racopilum och familjen Racopilaceae. Inga underarter finns listade i Catalogue of Life.